# Centrale del Partidor

La centrale di San Leonardo, comunemente detta del "Partidor", è un ex impianto idroelettrico situato nel comune di Montereale Valcellina (PN). 

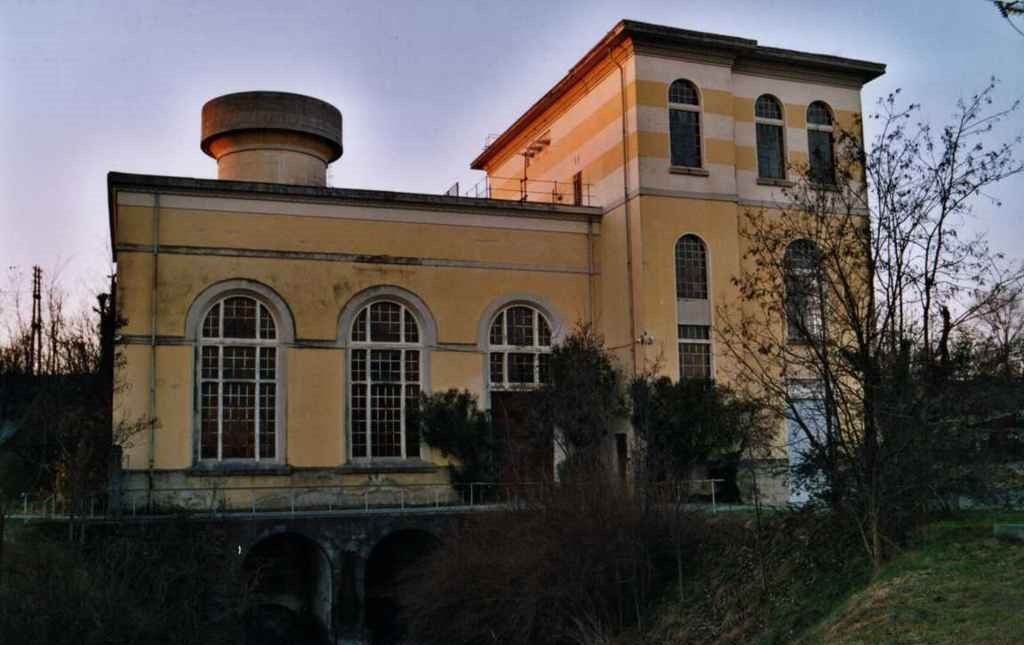
L'edificio come si presenta ai giorni nostri

## Storia
La centrale del Partidor fu l'ultima realizzazione del primo grande progetto dello sfruttamento del Torrente Cellina, iniziato con la costruzione della centrale di Malnisio.
Iniziata nel 1915 circa e finita nel 1919 con un ritardo a causa della Guerra, la centrale iniziò la produzione nello stesso anno e fu dismessa, in concomitanza con la centrale di Giais, il 10 maggio 1988.
Dopo la dismissione l'edificio principale è diventato un magazzino mentre il bacino di carico è stato trasformato in un lago per la pesca sportiva.

## Macchinari
Al momento dell'inaugurazione la centrale disponeva di tre gruppi generatori, di cui due lavoravano a salto pieno (26 metri), mentre il terzo lavorava a soli 16 metri, in quanto l'acqua utilizzata veniva poi convogliata nella roggia di Aviano. Intorno alla metà degli anni 1950 il percorso della roggia verrà spostato più a valle, per cui il 3º gruppo generatore verrà smantellato.
La centrale, a causa della lunghezza delle condotte forzate (970 metri), fu da subito dotata di una torre piezometrica, per proteggere i gruppi dai colpi d'ariete.
Le turbine furono fornite dalla società Riva-Monneret e di due alternatori Öerlikon.

## Dismissione
La dismissione della centrale, avvenuta il 10 maggio 1988, è legata alla realizzazione dell'invaso di Ravedis, che una volta realizzato permise di realizzare tre più nuove centrali (Ponte Giulio, San Leonardo e Cordenons).